# Maršal
Maršal (croat: El mariscal) és una pel·lícula croata del 1999 dirigida per Vinko Brešan. Va ser la presentació de Croàcia als Premis Oscar del 2000 per l'Oscar a la millor pel·lícula de parla no anglesa, però no va ser acceptada com a nominada.

## Argument
La pel·lícula se centra a l'illa croata de Vis l'any 1998. Durant el funeral d'un veterà partisà iugoslau local, els seus companys d'edat avançada comencen a veure el fantasma del mariscal Josip Broz Tito. Després que els rumors sobre l'aparició es difonguin per tot arreu, un policia amb seu a Split que es diu Stipan rep l'ordre d'investigar els moviments sospitosos dels membres de SUBNOR a la seva ciutat natal, un illa remota de l'Adriàtic, l'única connexió amb el continent és un ferri que arriba un cop per setmana.
La investigació de Stipan va malament, perquè el líder dels antics combatents locals, Marinko Čičin, el considera un traïdor al socialisme i un col·laborador de l'enemic, mentre que els locals només especulen amb el que va passar. Stipan s'assabenta del fantasma del camarada Tito gràcies a una parella de pintors casats de Zagreb de mitjana edat que busquen inspiració a l'illa. Després d'una setmana d'investigació, Stipan torna a Split en un ferri juntament amb un gran grup de locals. L'alcalde de Split, Luka, que anteriorment havia privatitzat tots els objectes de l'estat de la ciutat, ensuma una oportunitat de negoci i comença a organitzar esdeveniments de l'època comunista per atraure turisme (Primer de Maig cercaviles, Relleu de la Joventut, etc.) i maximitzar els beneficis. Els veterans partisans locals de la 7a Brigada Dàlmata liderats per Marinko decideixen prendre les armes i controlar la ciutat, convertint-la en la forma de l'època comunista. L'illa es converteix en una destinació de pelegrinatge per als combatents jubilats, que arriben en massa des del continent a l'illa amb la creença que ha arribat el moment del retorn del socialisme.

## Repartiment
- Dražen Kühn com Stipan
- Linda Begonja com a Slavica
- Ilija Ivezić com a Marinko Cicin
- Ivo Gregurević com a Luka
- Boris Buzančić com a Jakov
- Ljubo Kapor com a Bura
- Inge Appelt com a Mare
- Bojan Navojec com a Miuko
- Predrag Vušović com a Toni
- Boris Svrstan com a Lijan Mulderić
- Ksenija Pajić com a Danica Skulić

## Premis i nominacions
La pel·lícula va rebre 3 nominacions i va guanyar 9 premis en diversos festivals internacionals de cinema. Entre ells, Vinko Brešan va guanyar el Premi al millor director al 36è Festival Internacional de Cinema de Karlovy Vary. D'altra banda, a XXI edició de la Mostra de València va guanyar la Palmera de Bronze a la tercera millor pel·lícula i el Premi Pierre Kast al millor guió.